# Hardey River
Der Hardey River ist ein Fluss in der Region Pilbara im Nordwesten des australischen Bundesstaates Western Australia.

## Geografie
Der Fluss entspringt am Mount Tom Price bei Tom Price und fließt der Staatsstraße Nr. 138 (Verbindung Tom Price – Nanutarra Roadhouse) folgend zunächst nach Südwesten und dann nach Westen. Bei Hardey Junction mündet der Hardey River in den Ashburton River.

### Nebenflüsse mit Mündungshöhen
- Hope Creek – 373 m
- Beasley River – 258 m[1]

## Namensherkunft
Der Hardey River wurde 1861 von Forscher Francis Gregory während einer seiner Expeditionen nach dem Kolonisten der Swan River Colony J. Hardey, einem Freund der Familie, benannt.